# Lenk Ignác
Lenk Ignác (Kőszeg, 1766. július 4. – Bécs, 1842. április 12.) császári és királyi altábornagy, földrajztudós.

## Élete
Lenk Ignácz lovas százados és Monin Anna Mária fia. Apja révén 1774-ben nemességet nyert és a treuenfeldi előnevet kapta. 1776. október 7-én került a bécsújhelyi katonai intézetbe. Annak elvégzése után, 1787-ben, mint alhadnagy az I. oláh határőrezredhez került. 1799-ben az akkor alakított oláh zászlóalj századosává léptették elő. Philippsburg várának ostromakor majd Stockachnál is kitüntette magát. 1809-ben a II. oláh határőrezred ezredesévé, majd 1814-ben tábornokká nevezték ki. 1823-tól Károlyvár parancsnoka volt 1834-ig, amikor altábornagy rangban nyugalomba vonult.

## Munkái

### Könyvek
- Siebenbürgens geographisch-, topographisch-, statistisch-, hydrographisch- und orographisches Lexikon, mittelst eines Versuches seiner Landkarten-Beschreibung bearbeitet und alphabetisch geordnet ... Wien, 1839. Négy kötet. (Ism. Archiv des Vereins für siebenbürgische Landeskunde III. 1848. 72. 1.) Első kötet Második kötet Harmadik kötet Negyedik kötet
- Erklärung des Stammbaums sämmtlicher 53 Könige von Ungarn, von dem ersten Könige Stephan dem Heiligen bis zu dem gegenwärtig ... regierenden Könige Ferdinand V., wovon beinabe in tausend Jahren von dem Stammvater Árpád an, durch 32 Ahnengrade, mit Ausnahme von dreien, alle übrigen 50 von dem Árpád'schen Geschlechte abstammen. Mit 6 Tafeln. Uo. 1840.

### Kéziratok
- Grossfürstenthum Siebenbürgen, historisch-geographisch, ívrét 8 kötet;
- Geschichte von Siebenbürgen nebst Genealogien, ívrét 337 lap;
- Versuch einer Landkarten-Beschreibung angewendet auf jene des Grossfürstenthums Siebenbürgen. Karlsburg, 1825.
- Spezialkarten Siebenbürgens in 81 Sektionen. Nebst einem Versuch zu einer Landkarten-beschreibung, angewandt an jene des Grossfürstenthums Siebenbürgen.